# Кузнецов, Николай Васильевич (натуралист)
Николай Васильевич Кузнецов (1902 — ноябрь 1958) — русский советский ярославский натуралист, музейный работник, таксидермист, писатель

, художник, охотник, краевед.

## Биография
Родился в 1902 году в селе Фроловское Мышкинского уезда Ярославской губернии. Родители жили в Санкт-Петербурге, но здесь была их родина, куда мальчик приезжал каждое лето. В 8 лет первый раз пошёл на охоту с дедом. Ещё в раннем детстве сделал «насекомую коллекцию», затем смастерил книгу о птицах — собственные рисунки с подписями. В петербургской квартире у него жили чижи, канарейки и кролики и даже жабы и ужи. Был отправлен учиться в коммерческое училище, но интереса к данному виду деятельности не имел. В пятнадцать лет окончил частные курсы препараторов и уехал работать в мышкинский музей.
С 1924 года таксидермист, а вскоре заведующий Естественного отдела (Отдела природы) Ярославского музея, которому придал современный вид. Сразу же начал переориентацию коллекции на местный материал. Средств у музея в те годы совсем не было и рассчитывать можно было только на собственные руки. За охотой, в поисках новых экспонатов, Кузнецов иногда по несколько месяцев не появлялся в музее. В разные годы вместе с ним охотились писатели М. М. Пришвин, А. С. Новиков-Прибой, Е. Н. Пермитин, Н. П. Смирнов, нарком юстиции Н. В. Крыленко, кинолог В. С. Мамонтов. Впервые стал использовать диорамы и биогруппы, чтобы показать объекты в их естественной среде. Стремился к строгой правдоподобности картины, избегать «ложной красивости». Вскоре потянулись набираться опыта музейщики с разных уголков страны. В Ярославле его учениками стали музейные препараторы Л. В. Масленников, А. И. Яровиков, В. Б. Паутов, Б. Н. Дронов, С. В. Овсянкин и другие.
Женат на доценте Ярославского педагогического института кандидате биологических наук Ираиде Ивановне Маковеевой. Когда встал вопрос о сносе одного из главных храмов Ярославля — церкви Ильи Пророка, — он заперся на его колокольне, рассчитывая, что с ним здание не взорвут, и находился там, пока не было решено сохранить памятник архитектуры. В годы войны отстреливал лосей в лесу, заготавливая мясо для фронта.
В экспедиции всегда брал с собой кисти с мольбертом и блокнот. В 1940-е и 1950-е годы в Ярославском книжном издательстве вышло несколько сборников его рассказов, с тех пор не переиздававшихся. Автор книг «Звери и птицы Ярославской области», «С ружьём по Ярославским лесам», «Охотничья тропа», «Охотничьи рассказы», «Записки охотника с лайкой», «Животный мир Ярославской области» (совместно с женой), «Мой друг лайка».
Умер в 1958 году в Ярославле. Похоронен на Туговой горе. Отделу природы в 1976 году присвоено его имя.